# Богатырь, Захар Антонович
Захар Антонович Богатырь (1 сентября 1909, Коломак — 4 февраля 1993, Москва) — советский государственный и общественный деятель. Во времена Великой Отечественной войны — один из руководителей партизанского движения.

## Биография
Родился 1 сентября 1909 года в селе Коломак на Харьковщине (теперь поселок городского типа Харьковской области) в бедной крестьянской семье. В 1919 году окончил церковноприходскую сельскую школу в селе Коломак Харьковской губернии.
В октябре 1923 — марте 1929 года — ученик столяра, столяр деревообрабатывающих мастерских Киценко в селе Коломак Харьковской области. В марте — октябре 1929 года — столяр лесопильного завода Краснокутского района Харьковской области.
В октябре 1929 — феврале 1930 года — грузчик Амвросиевского цементного завода в Донбассе.
В феврале 1930 — ноября 1931 года — заведующий сельского клуба и библиотеки в селе Коломак Харьковской области. В 1930 году вступил в комсомол. С июня 1931 — кандидат в члены ВКП (б) .
В ноябре 1931 — ноябре 1933 года — в Красной армии: курсант, командир отделения полковой школы 23-го артиллерийского полка 32-й стрелковой дивизии в Харькове. Член ВКП (б) с августа 1932 года.
В ноябре 1933 — сентябре 1934 года — студент комсомольский факультет Коммунистического университетету имени Артема в Харькове.
В сентябре 1934 — июле 1936 года — заместитель секретаря Велико-Писаревского районного комитета ВЛКСМ Харьковской области.
В июле 1936 — июле 1937 года — 1-й секретарь Зеньковского районного комитета ВЛКСМ Харьковской (Полтавской) области.
В июле 1937 — январе 1940 года — заместитель председателя, председатель исполнительного комитета Зиньковской районного совета депутатов трудящихся Полтавской области.
В январе 1940 — июне 1941 года — председатель исполнительного комитета Куликовского районного совета депутатов трудящихся Львовской области.
В июне — сентябре 1941 года — курсант учебного центра политического управления Юго-Западного фронта РККА, участник сталинского диверсионного движения во время Великой Отечественной войны . В сентябре 1941—1942 года — комиссар диверсионного партизанского отряда имени 24-летия РККА (под командованием Александра Сабурова). В октябре 1942 — мае 1944 года — комиссар Житомирского партизанского соединения (под командованием генерала Александра Сабурова), член бюро подпольного Житомирского областного комитета КП(б)У.
В мае 1944 — октябре 1946 года — заместитель председателя исполнительного комитета Киевского областного совета депутатов трудящихся.
В октябре 1946 — июле 1949 года — слушатель Высшей партийной школы при ЦК ВКП (б) в Москве. В 1949 году заочно окончил исторический факультет Киевского государственного университета имени Шевченко.
В августе 1949 — 11 ноября 1955 года — председатель исполнительного комитета Житомирского областного совета депутатов трудящихся.
22 августа 1955 — февраль 1956 года — 2-й секретарь Алма-Атинского областного комитета КП Казахстана.
8 февраля 1956 — 18 марта 1957 — председатель исполнительного комитета Алма-Атинской областного совета депутатов трудящихся.
В 1957—1958 годах — слушатель Курсов первых секретарей обкомов и председателей облисполкомов при ЦК КПСС.
В 1960—1961 годах — научный консультант — старший научный сотрудник Института марксизма-ленинизма при ЦК КПСС. В 1961—1968 годах — старший научный сотрудник Института марксизма-ленинизма при ЦК КПСС, кандидат исторических наук.
С июля 1968 года — на пенсии в Москве.
Автор книги «Борьба в тылу врага» (второе издание, переработанное и дополненное, Москва, 1969. — 470 с.)

Супруга Мария Фёдоровна Богатырь (1922 - 2020). Дочь Светлана и сын Владимир. 

## Награды
- орден Ленина (13.11.1942)[1]
- два ордена Красного Знамени (24.12.1942[2], 15.01.1944[3])
- орден Богдана Хмельницкого I степени (04.01.1944)[4]
- орден Богдана Хмельницкого II степени (02.05.1945)[5]
- орден Отечественной войны I степени (06.04.1985)[6]
  - медали в том числе:
  - «Партизану Отечественной войны» I степени
  - «Партизану Отечественной войны» II степени
  - «За победу над Германией в Великой Отечественной войне 1941—1945 гг.»
  - «За доблестный труд в Великой Отечественной войне 1941—1945 гг.»
  - «Ветеран труда»
  - «За освоение целинных земель»
- знак «50 лет пребывания в КПСС»

Других государств
- орден «Крест Грюнвальда» III степени (ПНР)

## Ссылка
- [leksika.com.ua/content/view/4601/34/ Украинская советская энциклопедия]